# إيرل إدواردز جونيور
إيرل إدواردز جونيور (بالإنجليزية: Earl Edwards, Jr.) هو لاعب كرة قدم أمريكي في مركز حراسة المرمى، ولد في 24 يناير 1992 في سان دييغو في الولايات المتحدة. شارك مع منتخب الولايات المتحدة تحت 17 سنة لكرة القدم. أما مع النوادي، فقد لعب مع أورلاندو سيتي ولودون يونايتد.

## وصلات خارجية
- إيرل إدواردز جونيور على موقع الاتحاد الدولي (مؤرشف)  (الإنجليزية)
- إيرل إدواردز جونيور على موقع الدوري الأمريكي (الإنجليزية)
- إيرل إدواردز جونيور على موقع قاعدة بيانات كرة القدم.إي يو (الإنجليزية)
- إيرل إدواردز جونيور على موقع Soccerway.com (الإنجليزية)